# لرما، استادو د مخیکو

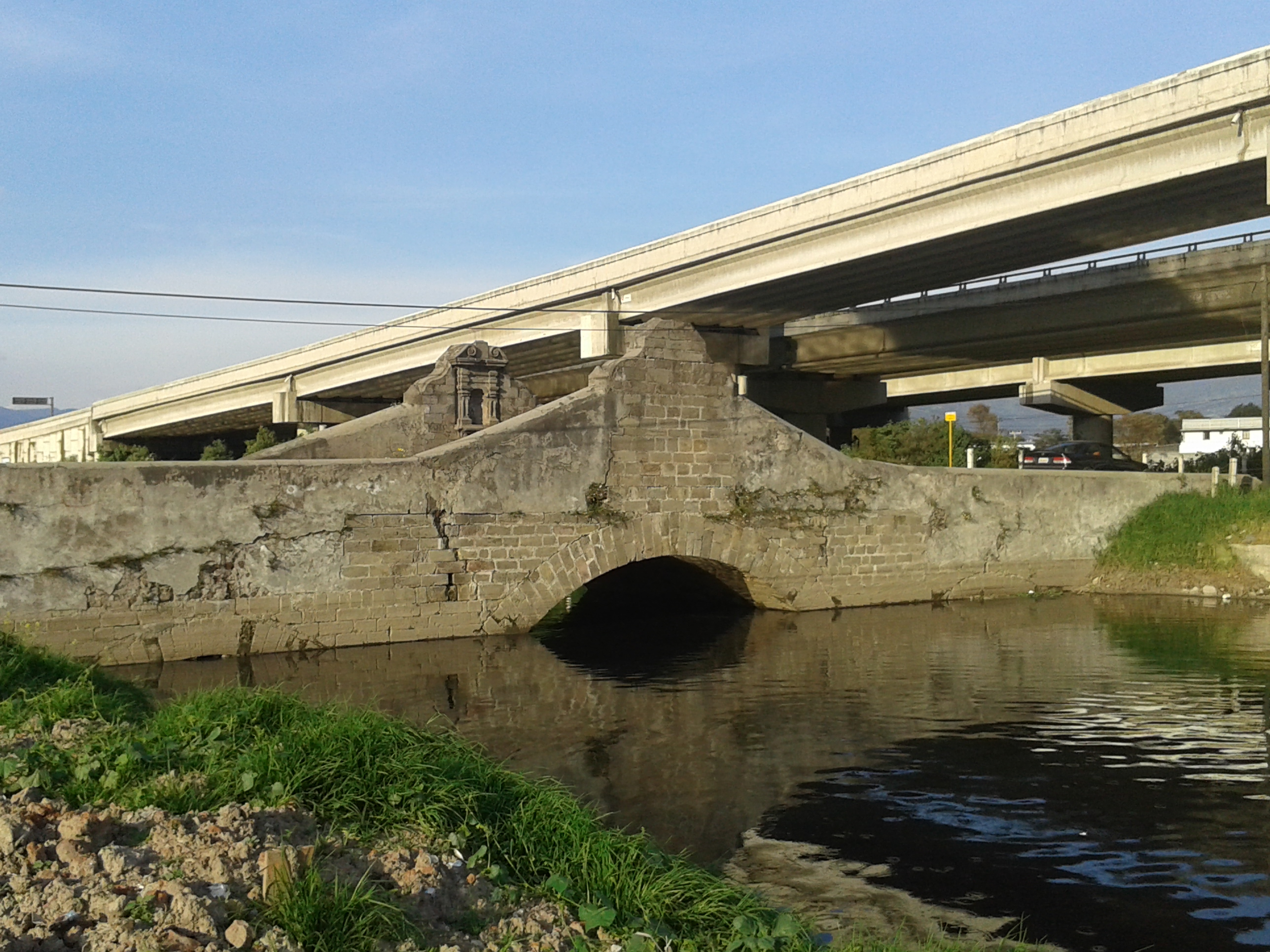
نمایی از یک پل در شهر لرما، ایالت استادو د مخیکو، مکزیک - ۲۰۱۵

لرما (به اسپانیایی: Lerma) از شهرهای کشور مکزیک است که در ایالت استادو د مخیکو قرار دارد و جمعیت آن طبق سرشماری سال ۲۰۱۰ میلادی ۱۱۲٬۵۹۶ نفر بوده است.